# Patricia Miang Lon Ng
Patricia Mian Lon Ng é uma cientista de Singapura. Ela é pesquisadora da Singapore Immunology Network.

## Biografia
Ng é Ph.D em biologia celular e molecular. Ela é pesquisadora da Singapore Immunology Network, parte da Agência de Ciência, Tecnologia e Pesquisa de Singapura.
A pesquisa de Ng concentra-se na reengenharia de anticorpos para que se tornem mais eficazes no combate às doenças. Em 2012 ela recebeu o Prémio L'Oréal-UNESCO para mulheres na ciência. Ela também foi indicada para o Prémio Grandes Mulheres do Nosso Tempo, um conjunto anual de prémios da revista The Singapore Women's Weekly.